# Imanol Erviti Ollo
Imanol Erviti Ollo (Pamplona, 15 de novembre de 1983) és un ciclista navarrès, professional des del 2005 al 2023.
En el seu palmarès hi destaquen dues victòries d'etapa a la Volta a Espanya, el 2008 i el 2010.

## Palmarès
- 2004
  - Vencedor d'una etapa de la Volta a Navarra
  - Vencedor d'una etapa de la Volta a Valladolid
- 2008
  - Vencedor d'una etapa de la Volta a Espanya
- 2010
  - Vencedor d'una etapa de la Volta a Espanya
- 2011
  - 1r a la Volta a La Rioja

### Resultats al Tour de França
- 2010. 77è de la classificació general
- 2011. 88è de la classificació general
- 2012. No surt (7a etapa)
- 2013. 118è de la classificació general
- 2014. 81è de la classificació general
- 2015. 115è de la classificació general
- 2016. 108è de la classificació general
- 2017. 92è de la classificació general
- 2018. 77è de la classificació general
- 2019. 99è de la classificació general
- 2020. 74è de la classificació general
- 2021. 67è de la classificació general
- 2022. No surt (18a etapa)

### Resultats al Giro d'Itàlia
- 2006. 81è de la classificació general

### Resultats a la Volta a Espanya
- 2007. 62è de la classificació general
- 2008. 99è de la classificació general. Vencedor d'una etapa
- 2009. 100è de la classificació general
- 2010. 78è de la classificació general. Vencedor d'una etapa
- 2011. 126è de la classificació general
- 2012. 132è de la classificació general
- 2013. 102è de la classificació general
- 2014. 63è de la classificació general
- 2015. 100è de la classificació general
- 2016. 84è de la classificació general
- 2018. 92è de la classificació general
- 2019. 64è de la classificació general
- 2020. 47è de la classificació general
- 2023. 78è de la classificació general